# Clanis pagana
Clanis pagana är en fjärilsart som beskrevs av Fabricius 1787. Clanis pagana ingår i släktet Clanis och familjen svärmare. Inga underarter finns listade i Catalogue of Life.